# Valmayor V
Valmayor V és un abric que conté pintures rupestres d'estil llevantí. Està situat en el terme municipal de Mequinensa (Aragó). Localitzat a uns 100 metres de l'abric de Valmayor IV, aquest se situa a la part alta d'un espolón rocós que domina gran part del barranc. L'abric, orientat al Sud-oest, compta amb una sola figura pintada en vermell i que en l'actualitat es troba molt desvaída. El motiu representat és un bastó molt similar al documentat en Vall de Mamet I. Sobre la figura pintada, apareixen dues línies verticals de traç fi.
L'abric està inclòs dins de la relació de coves i abrics amb manifestacions d'art rupestre considerats Béns d'Interès Cultural en virtut del que es disposa en la disposició addicional segona de la Llei 3/1999, de 10 de març, del Patrimoni Cultural Aragonés. Aquest llistat va ser publicat en el Butlletí Oficial d'Aragó del dia 27 de març de 2002. Forma part del conjunt de l'art rupestre de l'arc mediterrani de la península ibèrica, que va anar declarat Patrimoni de la Humanitat per la Unesco (ref. 874-661). També va ser declarat Bé d'Interès Cultural amb el codi RI-51-0009509.